# Hôtel de Noirmoutier
El hôtel de Noirmoutier, también conocido como hôtel de Sens, es un hôtel particulier del siglo XVIII, ubicado en 138, rue de Grenelle en París, Francia que es la residencia del prefecto de París, que también es prefecto de la región de Île-de-France.

## Historia

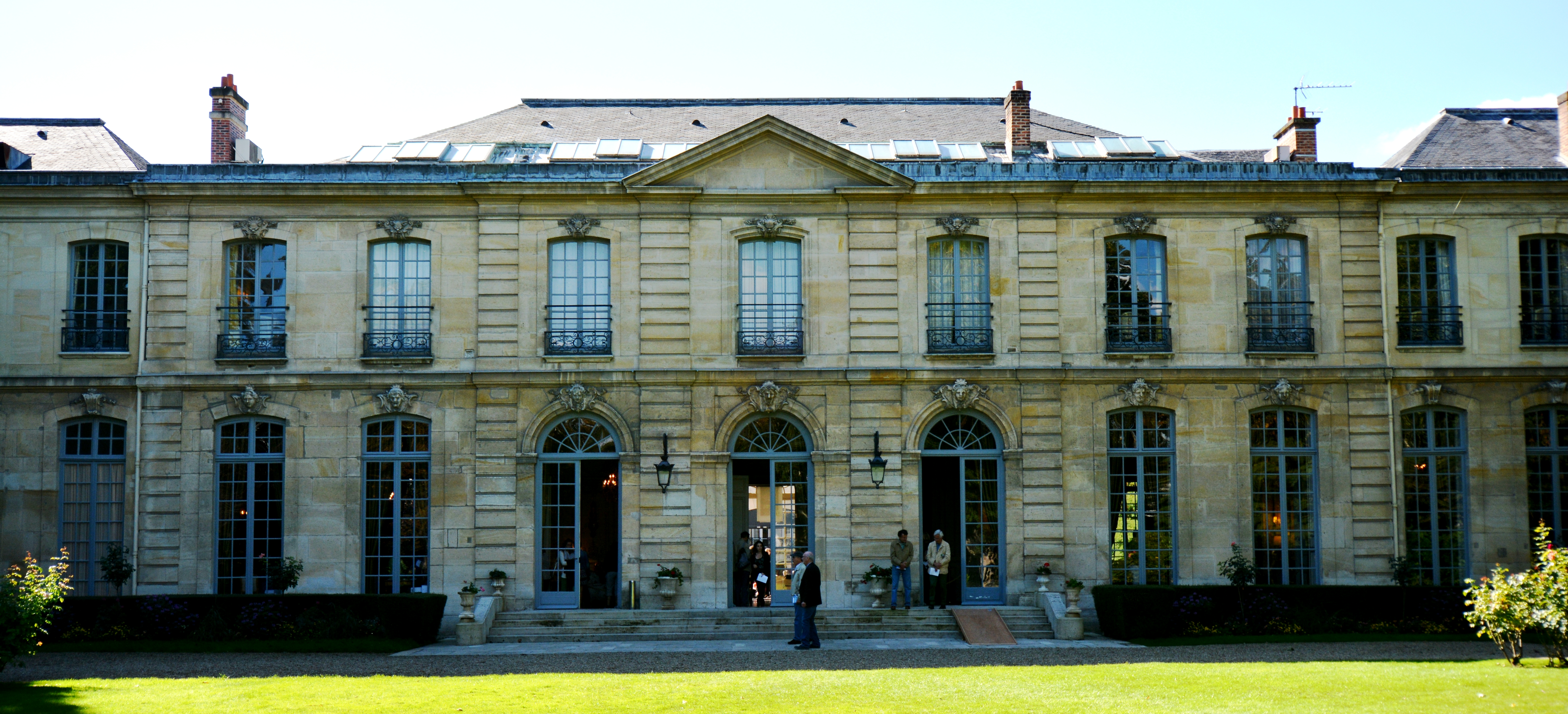
Fachada del hotel en el jardín.

A partir de 1670, se llevaron a cabo operaciones de especulación inmobiliaria en el territorio del Faubourg Saint-Germain. En 1683, Claude Mollet, dibujante ordinario de los parques y jardines de las casas reales, compró un gran terreno entre las calles de Grenelle y Saint-Dominique. Hizo construir un gran hotel en la rue Saint-Dominique, que alquiló en 1688 al conde de Comminges. A la muerte de Claude Mollet en 1694, la situación económica de la herencia obligó a los herederos a renunciar a ella. Cuando la mitad del terreno ubicado en la rue de Grenelle se puso a la venta en Châtelet en 1698, lo recompró. La descripción del lote en el momento de su venta indica que hay una pequeña casa que consta de una pequeña tienda y dormitorio arriba, pequeño patio, cuarto de jardinero y porte-cochere. Veinte años más tarde, los Mollet vendieron la tierra al Conde de Châtillon que la revendió un año después a Antoine François de La Trémouille, hijo de Luis II de La Trémoille, duque de Noirmoutier y Renée-Julie Aubery, casado en segundas nupcias, en 1700 con Marie-Élisabeth Duret de Chevry, hija de Charles-François Duret de Chevry, marqués de Villeneuve, promotor de la Compagnie de la Pêche Sédentaire de l'Acadie.
Fue construido en 1721-1724 por Jean Courtonne para Antoine François de La Trémoille, duque de Noirmoutier.
Se firmó un presupuesto de 30.439 libras el 26 de septiembre de 1721 que se pagó al año siguiente. Los materiales provienen de diferentes canteras; piedra de Vaugirard para los cimientos, piedra de Arcueil para la base de la planta baja y piedra de Saint-Leu para las fachadas. Se completó en junio de 1724.
El duque era ciego y el prodigio, escribe Saint-Simon, fue que, aunque pobre, se construyó una casa encantadora, que regulaba su disposición y proporciones, y, al por mayor y en detalle, los espacios libres, las comodidades e incluso los adornos, espejos, cornisas, chimeneas y, con tacto, elige las telas de los muebles diciéndole los colores. 
Inicialmente, el primer piso solo cubría las siete crujías centrales de la planta baja.
Tras la muerte del duque de Noirmoutier y su esposa, en 1733, el hotel pasó a su sobrina, la marquesa de Matignon, esposa de Thomas Goyon de Matignon, quien lo vendió en 1734 a Mademoiselle de Sens, de ahí el nombre d'Hôtel. de Sens a veces dado a este hotel (por ejemplo. Mapa de Turgot). Esta princesa amplió considerablemente la propiedad, adquiriendo terrenos vecinos y rediseñando la decoración interior. Su hermana, La Duquesa de Aumale, fue a comprar, en 1736, en la misma calle, el Hôtel de Rothelin-Charolais.
A su muerte en 1765, pasó a su sobrino, el Príncipe de Condé, Louis-Joseph. Se lo arrendó al Conde de Cantillana, Marqués de Castromonte, embajador en Francia de Fernando IV, Rey de las Dos Sicilias, allí muerto en 1768. Luego fue ocupada, hasta 1770, por Joachim Pignatelli Aragón, conde de Fuentès, embajador en Francia del rey Carlos III de España. Luego, el Príncipe de Condé lo otorgó en un contrato de arrendamiento vitalicio a dos viudas, Anne-Marie-Louise-Charlotte de Croÿ-Rœulx, condesa de Le Rœulx, viuda de Jean-François Bette, Marqués de Lede, Caballero del Toisón de Oro, Gran de España, y Angélique-Sophie de Hautefort, viuda de Jean-Luc de Lauzières, Marqués de Thémines, luego de Henri-Camille de Beringhen.
Habiendo emigrado el Príncipe de Condé, el hotel pasó a ser propiedad nacional por decreto del 29 Germinal Año III. Se sorteó y pasó a ser propiedad de un comerciante de vinos, Simon-Félix Lardenois. Lo revendió en Messidor año VI a una comerciante de Gante, Colette-Thérèse Moërmann.
En 1813, pasó a ser propiedad de Charles-Symphorien Brian, quien lo revendió al Estado en 1814, que instaló los guardaespaldas de Monsieur, Comte d'Artois, luego la Escuela de Estado Mayor en 1825. hasta 1877, luego el Estado Mayor, hasta 1919.
Poco después de 1853, el arquitecto André Renié (padre del pintor Jean Émile Renié) levantó las alas a cada lado del edificio principal.
Se puso a disposición del director del servicio geográfico del ejército en 1893. Luego fue asignado como alojamiento al Mariscal Foch en 1919. Vivió allí hasta su muerte en 1929, su viuda vivió allí hasta 1950.
Le siguieron la Inspección de las Fuerzas Terrestres, Marítimas y Aéreas del Norte de África Francés, el Ministerio del Sáhara, la Secretaría General para la Comunidad Empresarial Africana y Malgache.
Fue registrado por primera vez como monumento histórico en 1927 y luego en 1975, estos dos registros están hoy cancelados y reemplazados por un registro en febrero de 1996 y una clasificación en junio de 1996.
Desde 1970 es la residencia del prefecto de París, prefecto de la región de Île-de-France.